# David Vitoria
David Vitoria Cano (Locarno, 15 oktober 1984) is een voormalig Zwitsers wielrenner.

## Belangrijkste overwinningen
2005
- 1e etappe Stuttgart-Straatsburg

2009
- 4e etappe Ronde van Mexico
- 5e etappe Ronde van Mexico

## Resultaten in voornaamste wedstrijden
| Jaar | Ronde van Italië | Ronde van Frankrijk | Ronde van Spanje |
| ---- | ---------------- | ------------------- | ---------------- |
| 2010 |                  |                     | opgave           |

Botero · 
Clerc ·  
Elmiger · 
Fernández ·
Grabsch · 
Guidi · 
José Enrique Gutiérrez ·
José Ignacio Gutiérrez ·
Hesjedal ·   
Hunter · 
Jalabert ·
Landis (tot 31/07) · 
Martín ·
McCarty · 
Merckx ·
Moerenhout · 
Moos ·
Morabito · 
Murn ·  
Peña ·
Rast ·
Schär · 
Stalder ·
Tschopp ·
Urweider (tot 15/04) · 
Vitoria · 
Zampieri
Galvin · 
Garcia ·
Hanson ·
Hartley ·
McKissick ·
Miller ·
Moninger ·
Moos ·
Nydam ·
Rosenbarger ·
Sayers ·
Schmatz ·
Stewart ·
Vitoria
Bahati · 
Boyd ·
Chadwick · 
Domínguez ·
Driscoll · 
Gutiérrez ·
Hamilton (tot 15/04) ·
Hernández ·
Kemps · 
Magnell ·
Mancebo ·
Martín ·
Peña ·
Rodriguez ·
Sanderson ·
Sevilla ·
Tanner ·
Vitoria ·
Williams
Benítez · 
Brändle · 
Capecchi · 
Capelli · 
Cardoso · 
Celis · 
Cheula · 
Corti · 
Díaz  · 
Durán · 
Eibegger · 
Faiers · 
Felline · 
Gianetti · 
Gutiérrez Gutiérrez · 
Gutiérrez Palacios · 
Margaliot · 
Mata · 
Mayoz · 
Merino · 
Merlo · 
Pedersen · 
Pérez · 
Valls · 
Vitoria · 
Walker